# FC Orania Vianden
Der Football Club Orania Vianden  ist ein luxemburgischer Fußballverein aus Vianden.

## Geschichte
Der Verein wurde 1936 gegründet. Der Name Orania geht auf die Besitzer der Burg Vianden im 15. Jahrhundert, das Haus Oranien-Nassau, zurück.
Während der deutschen Besatzung Luxemburgs wurde der Verein zwangsweise in FV Vianden umbenannt. 1944 erfolgte die Rückbenennung in den Gründungsnamen.
Seit der Gründung spielte Orania Vianden insgesamt 12 Jahre in der zweitklassigen Ehrenpromotion, zuletzt in der Saison 1988/89. In der Coupe de Luxembourg erreichte man 1972/73 das Halbfinale und 1980/81 das Viertelfinale.
2013 gewann Orania Vianden durch einen 4:1-Sieg über den FC Kehlen den Coupe FLF, den nationalen Pokalwettbewerb für Vereine der 1., 2. und 3. Division (dritte bis fünfte Spielklasse).
Nach neun Jahren in der 1. Division (3. Liga) folgte 2018 der Abstieg in die 2. Division.

## Erfolge
- Coupe FLF: 2013

## Stadion
Der Verein trägt seine Heimspiele auf dem Terrain „Am Komp“ aus. Hierbei handelt es sich lediglich um einen Rasenplatz (Kapazität ca. 1.000 Stehplätze) mit einer kleinen Tribüne und integriertem Vereinsheim. Unterhalb des Spielfeldes befindet sich noch ein Kunstrasenplatz, das Terrain II "Jules Bergh" (ca. 500 Plätze).

## Ehemalige Spieler
Orania Vianden ist der Heimatverein des ehemaligen luxemburgischen Nationalspielers Eric Hoffmann (88 A-Länderspiele).